# Puritanical Euphoric Misanthropia
Puritanical Euphoric Misanthropia es el quinto álbum de estudio de la banda noruega de Black metal sinfónico Dimmu Borgir lanzado a través de Nuclear Blast Records en el 2001.

## Descripción
Este álbum marca un cambio radical en el sonido de la banda comparado con sus álbumes anteriores; El uso de una orquesta real en vez de un teclado tradicional le da a este álbum una atmósfera más tétrica. Además, las guitarras tienen mayor presencia en el álbum, con un sonido más estruendoso y rápido. El teclado y las líneas orquestrales son un poco más escasas que en Enthrone Darkness Triumphant y Spiritual Black Dimensions y finalmente se nota un sonido más experimental como en la canción "Puritania" (la cual tiene mucha influencia de Industrial Metal).
La temática de las letras está basada en el individualismo, la misantropía y por supuesto un gran disgusto por el cristianismo, más que en sus otras entregas. A su vez y acordado por Silenoz, las letras pueden ser interpretadas con el significado que la gente quiera darles.
Este álbum también cuenta con el ingreso del célebre baterista Nicholas Barker, el guitarrista Galder (fundador de Old Man's Child) y el bajista ICS Vortex como integrantes permanentes.

## Lista de canciones
| N.º | Título                                 | Duración |  |
| 1.  | «Fear and Wonder» (Instrumental)       | 2:48     |  |
| 2.  | «Blessings Upon the Throne of Tyranny» | 5:18     |  |
| 3.  | «Kings of the Carnival Creation»       | 7:48     |  |
| 4.  | «Hybrid Stigmata - The Apostasy»       | 6:57     |  |
| 5.  | «Architecture of a Genocidal Nature»   | 6:08     |  |
| 6.  | «Puritania»                            | 3:06     |  |
| 7.  | «IndoctriNation»                       | 5:57     |  |
| 8.  | «The Maelstrom Mephisto»               | 4:42     |  |
| 9.  | «Absolute Sole Right»                  | 6:26     |  |
| 10. | «Sympozium»                            | 5:13     |  |
| 11. | «Perfection or Vanity» (Instrumental)  | 3:30     |  |

Bonus de la edición japonesa
| Limited Japanese Edition bonus tracks |                                       |          |  |
| N.º                                   | Título                                | Duración |  |
| 1.                                    | «Devil's Path» (2000 Version)         | 6:06     |  |
| 2.                                    | «Burn In Hell» (Twisted Sister cover) | 5:05     |  |

## Créditos

### Gothenburg Opera Orchestra
- Gaute Storås – Director
- Thore Svedlund – violín
- Bertil Lindh – violín
- Henrik Edström – viola
- Grzegorz Wybraniec – violonchelo
- Nils Edin – viola
- Annika Hjelm – violín
- Per Enokson – violín
- Annica Kroom – violín
- Nicola Boruvka – violín
- Catherine – violín
- Bo Eklund – contrabajo
- Per Högberg – viola
- Johan Stern – violonchelo

### Dimmu Borgir
- Shagrath – Voz, sintetizadores
- Silenoz – Guitarra
- Galder – Guitarra
- ICS Vortex – Bajo, Voz limpia en las canciones 3, 4, 8, 9, 10, 13
- Nicholas Barker – Batería
- Mustis – Piano, sintetizadores
- Archon - Todas las guitarras en la canción 8 y en numerosos ensayos
- Andy LaRocque - Invitado en la canción 12 (Guitarra)

### Personal técnico
- Fredrik Nordström – Productor, ingeniero de sonido, mezclador.
- Jan Baan – Ingeniero asistente
- Charlie Storm – Manipulador de samplers en "Puritania"
- Alf Børjesson – Diseño en portadas
- Thomas Ewerhand – Maquetas, diseñador